# Sturnira thomasi
Sturnira thomasi (de la Torre & Schwartz, 1966) è un pipistrello della famiglia dei Fillostomidi diffuso nelle Piccole Antille.

## Descrizione

### Dimensioni
Pipistrello di piccole dimensioni, con la lunghezza della testa e del corpo tra 80 e 82 mm, la lunghezza dell'avambraccio tra 45,9 e 48,1 mm, la lunghezza del piede tra 13 e 16 mm, la lunghezza delle orecchie tra 17 e 19 mm.

### Aspetto
La pelliccia è lunga, densa e setosa. Le parti dorsali sono bruno dorate scure, mentre le parti ventrali sono giallo-brunastre. Sono presenti dei ciuffi di lunghi peli brillanti intorno a delle ghiandole situate su ogni spalla. Il muso è corto e largo. La foglia nasale è ben sviluppata e lanceolata, con la porzione anteriore saldata al labbro superiore. Le orecchie sono corte, triangolari, con l'estremità arrotondata ed ampiamente separate. Il trago è corto ed affusolato. Le ali sono attaccate posteriormente sulle caviglie. È privo di coda, mentre l'uropatagio è ridotto ad una frangia di peli lungo la parte interna degli arti inferiori. Il calcar è rudimentale. Il cariotipo è 2n=30 FNa=56.

## Biologia

### Alimentazione
Si nutre di frutta.

### Riproduzione
Femmine che allattavano sono state catturate nel mese di luglio.

## Distribuzione e habitat
Questa specie è diffusa sulle isole caraibiche di Montserrat e Guadalupa.

## Tassonomia
Sono state riconosciute 2 sottospecie:
- S.t.thomasi: Guadalupa;
- S.t.vulcanensis (Genoways, 1998): Montserrat.

## Conservazione
La IUCN Red List, considerato l'areale limitato e il declino della popolazione a causa della perdita del proprio habitat, classifica S.thomasi come specie vulnerabile (VU).